# Hacı Paša
Hacı Paša byl osmanský státník a v letech 1348–1349 velkovezír Osmanské říše.